# Qindu
Qindu är ett stadsdistrikt och säte för stadsfullmäktige i Xianyang i Shaanxi-provinsen i nordvästra Kina.